# 格倫瓦爾德之劍
格倫瓦爾德之劍（波蘭語：miecze grunwaldzkie）是條頓騎士團大團長乌尔里希·冯·容宁根送給波蘭國王瓦迪斯瓦夫二世·雅蓋隆和立陶宛大公维陶塔斯的兩把劍，作為嘲諷的“禮物”。這些劍在格倫瓦爾德戰役（亦稱坦能堡戰役）前夕的1410年7月15日送來，作為與容寧根軍隊交戰的象徵性邀請。格倫瓦爾德戰役以條頓騎士團慘敗、容宁根和大量騎士戰死告終，波蘭-立陶宛勝利後，兩把劍作為戰爭戰利品被國王瓦迪斯瓦夫二世帶到當時的波蘭首都克拉科夫，並被安置在瓦維爾王家城堡的寶庫中。

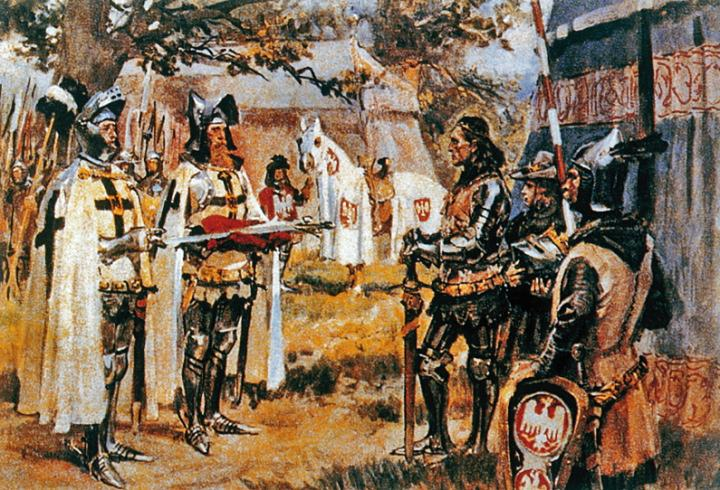
戰前條頓騎士團贈與兩把劍，沃伊切赫·庫薩克（Wojciech Kossak）作（c.1909年）

隨著時間的推移，這兩把劍被加入王室的紋章，象徵著波蘭君主對波蘭王國和立陶宛大公國這兩個國家的統治。從16世紀到18世紀，它們可能被用於大多數波蘭國王的加冕儀式。18世紀末波蘭立陶宛聯邦分裂後，它們流入私人手中，於1853年失去蹤跡。然而格倫瓦爾德劍仍然是波蘭勝利的象徵，是波蘭和立陶宛過去的象徵，也是兩國民族身份的重要組成部分。